# 莫德夫峰

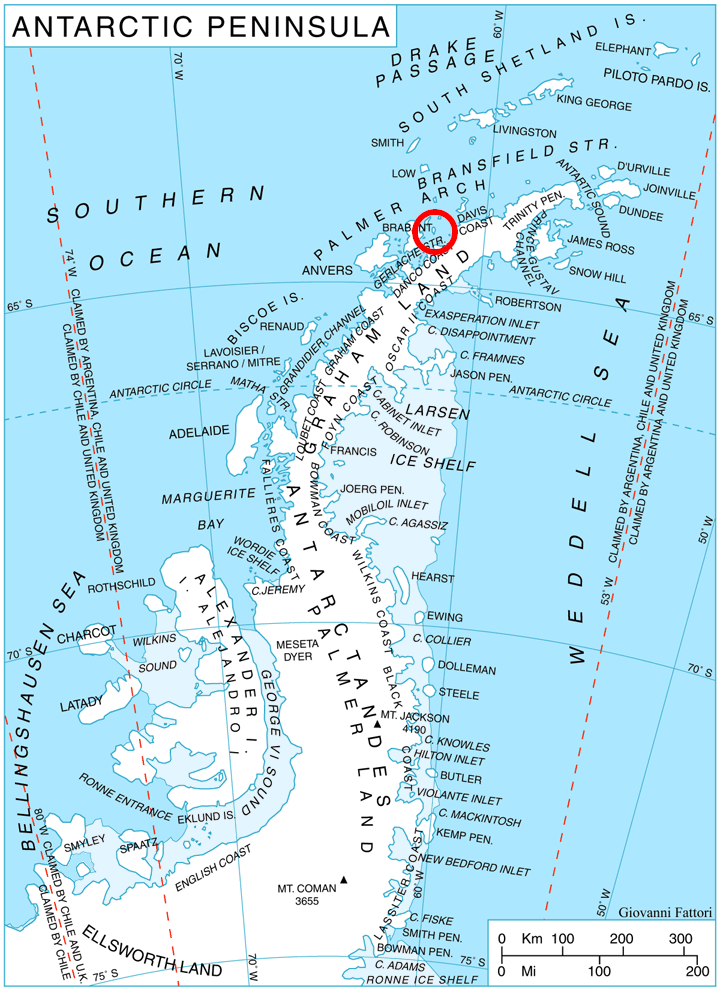

莫德夫峰（英語：Modev Peak）是南極洲的山峰，位於帕默群島的圖哈默克島，處於沃泰爾斯角以南4.04公里、布特羅因齊角西南面2.38公里和韋伊卡角西北面5.35公里和布歇峰東北面1.63公里，海拔高度670米，現時由南極條約體系管理。